# Brosimum
Brosimum Sw. è un genere di piante appartenenti alla famiglia delle Moracee.

## Tassonomia
Comprende le seguenti specie:
- Brosimum acutifolium Huber
- Brosimum alicastrum Sw.
- Brosimum costaricanum Liebm.
- Brosimum gaudichaudii Trécul
- Brosimum glaucum Taub.
- Brosimum glaziovii Taub.
- Brosimum guianense (Aubl.) Huber
- Brosimum lactescens (S.Moore) C.C.Berg
- Brosimum longifolium Ducke
- Brosimum melanopotamicum C.C.Berg
- Brosimum multinervium C.C.Berg
- Brosimum parinarioides Ducke
- Brosimum potabile Ducke
- Brosimum rubescens Taub.
- Brosimum utile (Kunth) Pittier